# Grup etnic
Un grup etnic (denumit și etnie, din greacă ἔθνος , etnos, „popor”) este definit ca o colectivitate în interiorul unei societăți mai mari, ai cărei membri au, în realitate sau presupus, origine comună, amintiri comune, sau împărtășesc același trecut istoric, și un punct de vedere cultural, asupra unuia sau mai multor elemente simbolice, ca un rezumat al poporului lor. Exemple ale acestor elemente simbolice sunt: sistemul de înrudire, înfățișarea fizică, confesiunea religioasă, limba sau formele dialectale, afiliația tribală, naționalitatea, fizionomia tipică sau alte combinații ale acestora.
Potrivit cercetătorilor care au analizat genele cromozomului Y la bărbați și ale ADN-ului mitocondrial pentru femei la mai multe populații din Asia centrală, noțiunea de strămoș comun al grupurilor etnice este mai mult o construcție socio-culturală decât o realitate genetică.
Potrivit unei definiții general valabile, noțiunea de diasporă corespunde oricărui grup etnic disparat teritorial, indiferent de motivele dispersării, mărimea și organizarea grupului ori perioada de răspândire a acestuia.
Grupurile etnice trebuie distinse de clasele sociale, deoarece apartenența la un grup etnic transcende stratificarea socioeconomică din interiorul societății, incluzând indivizi care împărtășesc, sau sunt percepuți ca împărtășind, caracteristici comune ce depășesc clasa socială. Evreii din SUA alcătuiesc un astfel de grup etnic tipic, deoarece el cuprinde indivizi cu origini rasiale diferite, clase sociale, limbi materne, convingeri politice și angajări religioase diferite (de la ortodoxie la ateism), totuși considerându-se ei înșiși ca împărtășind o identitate evreiască comună, care îi distinge de restul societății americane, fără să-i pună în mod necesar în opoziție cu aceasta.
Potrivit definițiilor obiectiviste, apartenența la grupul etnic impune criterii care pot fi realizate prin observație și experiență și din exterior. Condițiile existenței ca grup etnic separat sunt particularitățile omogene ori combinația acestora: 
- Astfel, criteriile obiectiviste pot fi originea și cultura comună sau diversele forme de manifestare ale acestora (limba, trăsăturile fizice, religia etc.).
- În contextul subiectivist, importantă este auto-includerea individuală, faptul că individul are convingerea că face parte dintr-o anumită comunitate.

Organizația Națiunilor Unite definește conceptul de minoritate etnică ca „grupul de cetățeni ai unui stat, care constituie o minoritate numerică și împărtășesc caracteristici etnice, religioase sau lingvistice care diferă de cele ale majorității populației, între aceștia existând un sentiment de solidaritate motivată din punct de vedere implicit de o voință colectivă de a supraviețui și al căror scop este acela de a obține egalitatea cu majoritatea atât din punct de vedere factual, cât și legal”. În context, termenul de minoritate națională se referă la un grup etnic care este în inferioritate numerică în cadrul unui anumit stat independent.